# Portlandia lenticula
Portlandia lenticula är en musselart som först beskrevs av Moller 1842.  Portlandia lenticula ingår i släktet Portlandia och familjen Yoldiidae. Inga underarter finns listade i Catalogue of Life.